# Mami Ishino
Mami Ishino (jap. 石野 真美, Ishino Mami; * 10. Januar 1983 in der Präfektur Chiba) ist eine ehemalige japanische Hürdenläuferin, die sich auf die 100-Meter-Distanz spezialisiert hat. Ihren größten Erfolg feierte sie mit dem Gewinn der Goldmedaille über 100 m Hürden bei den Asienmeisterschaften 2007 in Amman.

## Sportliche Laufbahn
Erste internationale Erfahrungen sammelte Mami Ishino vermutlich im Jahr 2005, als sie bei den Asienmeisterschaften in Incheon in 13,56 s den vierten Platz über 100 m Hürden belegte. 2007 siegte sie in 13,26 s bei den Asienmeisterschaften in Amman und schied anschließend bei den Weltmeisterschaften in Osaka mit 13,29 s in der ersten Runde aus. 2009 gelangte sie bei den Asienmeisterschaften in Guangzhou in 13,39 s auf Rang fünf und anschließend gewann sie bei den Ostasienspielen in Hongkong in 13,42 s die Silbermedaille hinter der Chinesin Sun Yawei. Im Oktober 2014 bestritt sie ihren letzten offiziellen Wettkampf und beendete daraufhin ihre aktive sportliche Karriere im Alter von 31 Jahren.
In den Jahren 2006 und 2007 wurde Ishino japanische Meisterin im 100-Meter-Hürdenlauf.

## Persönliche Bestleistungen
- 100 m Hürden: 13,08 s (+0,2 m/s), 22. Oktober 2006 in Odawara
  - 60 m Hürden (Halle): 8,36 s, 1. März 2005 in Tianjin